# Hans Barth (Philosoph)
Hans Barth (* 25. Februar 1904 in Winterthur; † 12. Februar 1965 in Zürich) war ein Schweizer Journalist und Philosoph.

## Leben
Hans Barth war ein Sohn des Historikers und Altphilologen Hans Barth. Nach einem Studium der Jurisprudenz, das er 1928 mit der Promotion abschloss, arbeitete er von 1929 bis 1949 als Feuilletonredaktor der Neuen Zürcher Zeitung, bei der er seit 1924 als Mitarbeiter tätig war. Ohne vorherige philosophische Promotion und Habilitation wurde Barth im Jahr 1946 zum Professor für Philosophie, politische Wissenschaft und Ethik an der Universität Zürich ernannt.

## Wirken
Bei der Neuen Zürcher Zeitung war Barth für wissenschaftliche, insbesondere philosophische Themen zuständig und verfolgte in seinen Beiträgen vor allem die geistige Entwicklung in Deutschland, deren Nationalismus und Irrationalismus er schon frühzeitig der Kritik unterzog. 1945 publizierte er sein Buch Wahrheit und Ideologie, das die Ideengeschichte und Problematik des Ideologiebegriffes von Francis Bacon bis Karl Marx und Friedrich Nietzsche verfolgt, zugleich die Positionen seiner publizistischen Stellungnahmen expliziert und zu seiner Zeit als Standardwerk zu diesem Thema angesehen wurde. Nach Barths Auffassung zeigt seine Darstellung, dass der moderne totale Ideologiebegriff, wie er bei Marx und Nietzsche vorkommt und der auf einen nicht-ideologischen Begriff der Wahrheit verzichtet, sich selbst widerlegt. Barths Verteidigung eines genuinen Wahrheitsverständnisses muss im Kontext des Erscheinungsjahres auch als Kommentar zur Zeitgeschichte und als Reaktion auf Nationalsozialismus und Kommunismus verstanden werden.

## Schriften
- Denken in der Zeit. Philosophisch-politische Beiträge in der Neuen Zürcher Zeitung 1932–1964. Mit einer Einleitung von Hermann Lübbe. Verlag Neue Zürcher Zeitung, Zürich 1988.
- Masse und Mythos. Die ideologische Krise an der Wende zum 20. Jahrhundert und die Theorie der Gewalt: Georges Sorel. Rowohlt, Hamburg 1959.
- Die Idee der Ordnung. Beiträge zu einer politischen Philosophie. Rentsch, Erlenbach-Zürich 1958.
- Pestalozzis Philosophie der Politik. Rentsch, Erlenbach-Zürich 1954.
- mit Walter Rüegg (Hrsg.):	Natur und Geist. Fritz Medicus zum 70. Geburtstag. 23. April 1946. Rentsch, Erlenbach-Zürich 1946.
- Wahrheit und Ideologie. Manesse-Verlag, Zürich 1945; 2., erw. Auflage, Rentsch, Erlenbach-Zürich 1961; Taschenbuchausgabe: Suhrkamp, Frankfurt am Main 1974; englische Übersetzung: University of California Press, 1976.
- Fluten und Dämme. Der philosophische Gedanke in der Politik. Fretz & Wasmuth Verlag, Zürich 1943.